# جولی وایت
جولی وایت (انگلیسی: Julie White؛ زادهٔ ۴ ژوئن ۱۹۶۱) یک بازیگر سینما، صداپیشه و هنرپیشه اهل ایالات متحده آمریکا است. وی از سال ۱۹۹۱ میلادی تاکنون مشغول فعالیت بوده‌است.

## گزیده فیلمشناسی
از فیلم‌ها یا برنامه‌های تلویزیونی که وی در آن نقش داشته‌است می‌توان به آثار زیر اشاره کرد.
- فلای‌پیپر (فیلم ۱۹۹۷) (۱۹۹۷)
- بگو اینطور نیست (۲۰۰۱)
- فضانورد کشاورز (۲۰۰۶)
- تبدیل‌شوندگان (فیلم) (۲۰۰۷)
- خاطرات پرستار بچه (فیلم) (۲۰۰۷)
- مایکل کلیتون (۲۰۰۷)
- هیولاها علیه بیگانگان (۲۰۰۹)
- تبدیل‌شوندگان: انتقام شکست‌خوردگان (۲۰۰۹)
- برادر ابله ما (۲۰۱۱)
- تبدیل‌شوندگان: نیمه تاریک ماه (۲۰۱۱)
- شب هویچ‌های جاندار (۲۰۱۱)
- لینکلن (فیلم ۲۰۱۲) (۲۰۱۲)
- شش فوت زیر زمین (۲۰۰۱–۰۲)
- کدبانوهای وامانده (۲۰۰۶)
- عطر سنبل، عطر کاج (۲۰۱۰)
- پنگوئن‌های ماداگاسکار (۲۰۱۲)
- همسر خوب (۲۰۱۵)
- تو بدترینی (۲۰۱۶)